# 1854 en Italie
Chronologie de l'Italie
- 1850
- 1851
- 1852
- 1853
- 1854
- 1855
- 1856
- 1857
- 1858

## Événements

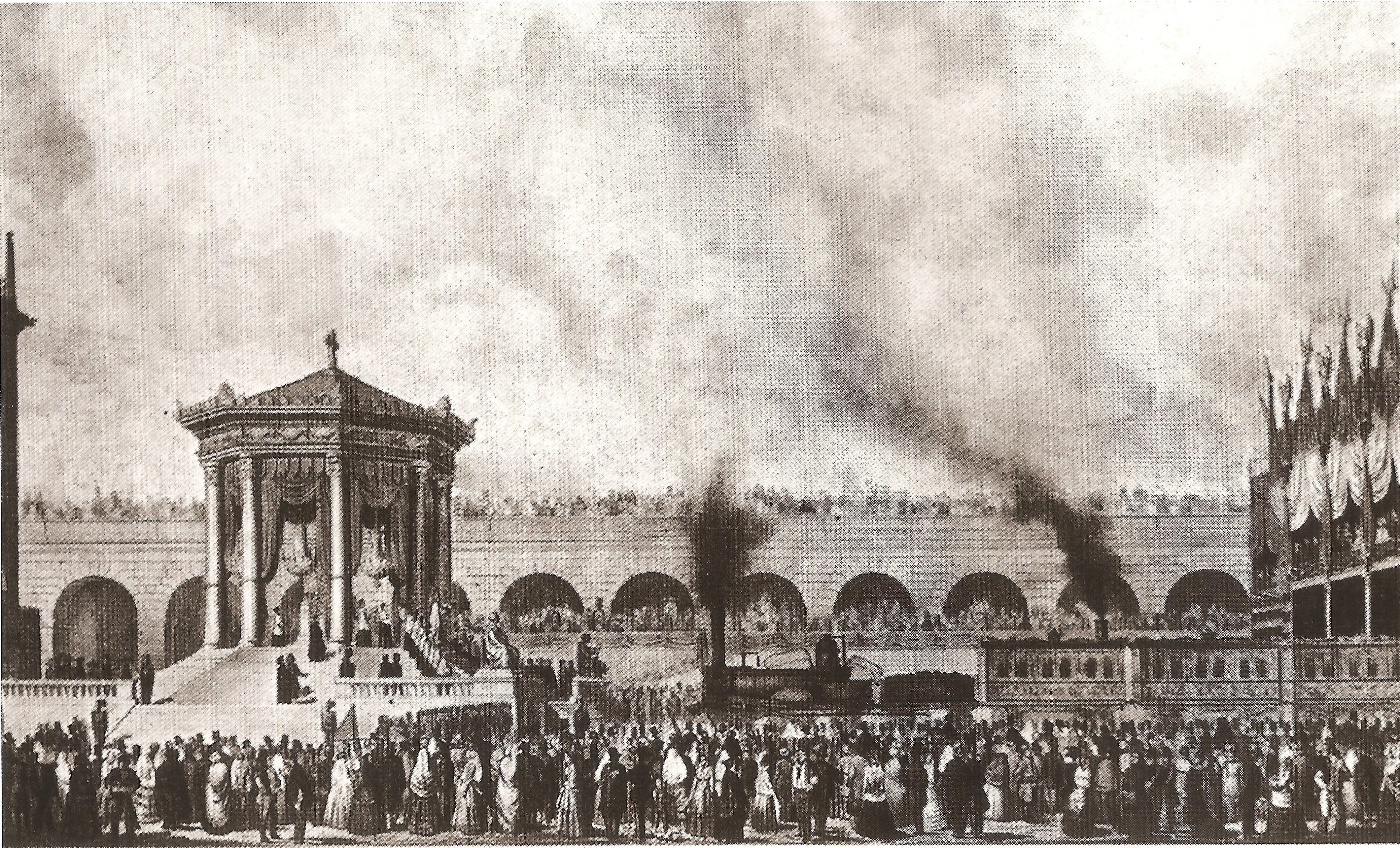
Inauguration de la Ligne de Turin à Gênes en 1854.

- 26 janvier : Jean Bosco fonde l’ordre des Salésiens à Turin[1].
- 27 mars : assassinat du duc de Parme Ferdinand-Charles III à la suite de sa violente répression anti-libérale[2]. Son fils Robert lui succède sous la régence de sa mère Louise d'Artois.
- 10 mai : Garibaldi, de retour en Italie après quatre ans d’absence, arrive à Gênes ; il s’installe à Nice, puis sur l’île de Caprera[3].
- 30 juin : vote par le Parlement piémontais d'une loi de réforme du Code pénal donnant la possibilité de sanctionner les prêtres qui attaqueraient le pouvoir civil et les institutions dans l'exercice de leur ministère[4].

- 22 juillet : échec d’une tentative révolutionnaire à Parme[5].
- 8 décembre : le pape Pie IX proclame le « dogme de l’immaculée conception de la vierge Marie » pour l’Église catholique romaine par la bulle Ineffabilis Deus[6].
- 9 décembre : Pie IX consacre la basilique Saint-Paul-hors-les-Murs à Rome, reconstruite après l'incendie du 15 juillet 1823[7].

## Naissances en 1854
- 19 juin : Alfredo Catalani, compositeur de la seconde moitié du XIXe siècle. († 7 août 1893)
- 16 novembre : Luigi Gioli, peintre se rattachant au courant artistique des Macchiaioli. († 27 octobre 1947).

## Décès en 1854
- 31 janvier : Silvio Pellico, 64 ans, écrivain, poète et dramaturge. (° 24 juin 1789)
- 3 mars : Giovanni Battista Rubini, 59 ans, chanteur lyrique (ténor). (° 7 avril 1794)
- 30 avril : Eusebio Bava, 63 ans, général et homme politique, considéré comme l'un des meilleurs généraux de l'armée de Charles-Albert de Savoie, nommé sénateur du royaume de Sardaigne en 1848. (° 6 août 1790)
- 30 juillet : Paolo Toschi, 66 ans, graveur, peintre et architecte. (° 7 juin)
- 1er novembre : Michele Ridolfi, 59 ans, peintre fresquiste de l'école lucquoise. (° 29 septembre 1793)
- 23 décembre : Carlo Yvon, 56 ans, hautboïste et compositeur de la période romantique. (° 29 avril 1798)